# John Ericsson

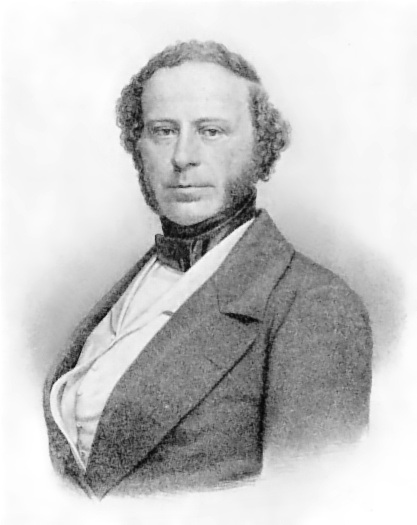
John Ericsson

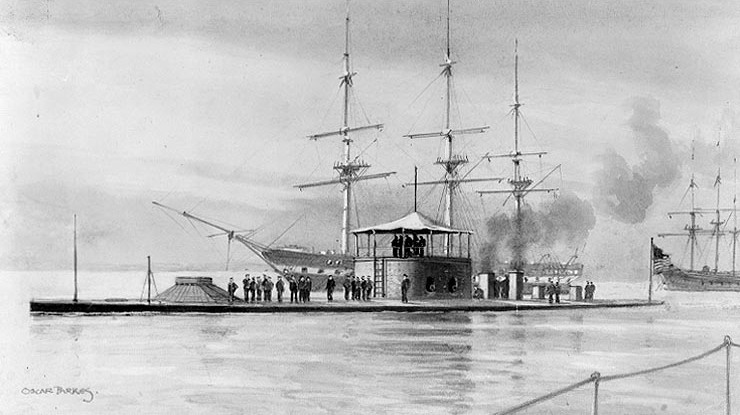
USS Monitor

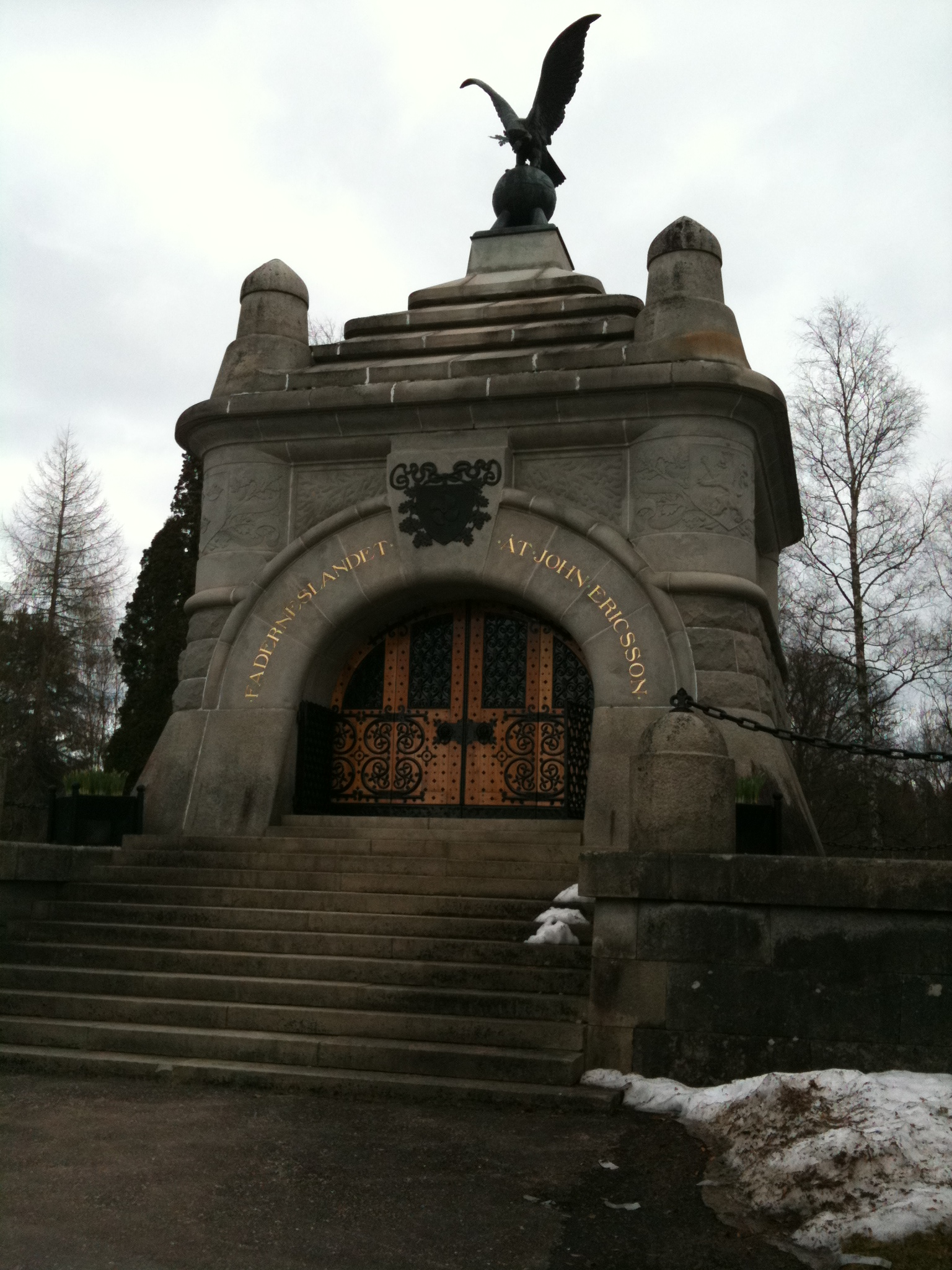
Graf van Ericsson in Filipstad

John Ericsson (Långbanshyttan, 31 juli 1803 – New York, 8 maart 1889; begraven in Filipstad) was een Zweeds-Amerikaanse uitvinder en werktuigbouwkundig ingenieur die bekend werd door het ontwerpen en verbeteren van schepen, zoals de USS Monitor. Ericsson was tevens de oom van de Zweedse historicus Claes Theodor Odhner.
John Ericsson werd geboren in 1803. Zijn vader werkte als opzichter in een mijn, maar verhuisde in 1810 van Värmland naar Forsvik. Bij de aanleg van het Götakanaal baande hij met explosieven een weg voor het kanaal. John ging met zijn vader mee en kreeg snel eigen verantwoordelijkheden. Op zijn veertiende was hij al actief als landmeetkundige. Op zijn zeventiende nam hij dienst in het Zweedse leger en werd bevorderd tot luitenant.
In 1826 verhuisde hij naar Engeland. Zijn interesse in techniek was gewekt en hij hield zich bezig met de ontwikkeling van stoommachines en treinen. Hij ontwierp ook een schroef voor schepen, maar de admiraliteit toonde geen interesse. Hij ontmoette Robert Stockton, deze Amerikaan was enthousiast over de uitvinding en haalde Ericsson over om met hem naar Amerika te gaan.

## USS Princeton
In 1839 kwam Ericsson in New York aan. Stockton diende bij de Amerikaanse marine en gebruikte zijn invloed om Ericsson een nieuw fregat te laten bouwen. Dit plan lukte deels, geen fregat maar de korvet USS Princeton was het resultaat. De USS Princeton was het eerste Amerikaanse marineschip uitgerust met een schroef en kwam in 1843 in de vaart.
Het schip was een groot succes. Op 20 oktober 1843 versloeg het de Great Western, een schip uitgerust met twee schepraderen, die als snelste bekendstond. De USS Princeton was uitgerust met twee zware kanonnen. De kanonnen hadden namen, de Oregon was een ontwerp van Ericsson en was gemaakt in Engeland en de Peacemaker, een aanpassing van Stockton op het ontwerp van de Oregon. Beide kanonnen hadden een kaliber van 300 mm. Medio februari 1844 kwam het schip in Washington aan voor demonstraties en proefvaarten voor politici en het publiek. Op 28 februari 1844 vertrok het schip voor een kleine proefvaart met president John Tyler en enkele leden van zijn kabinet. Tijdens deze reis ontplofte de Peacemaker waarbij enkele kabinetsleden en omstanders omkwamen. Stockton probeerde Ericsson de schuld van het debacle te geven, dit lukte niet maar Ericsson was vanaf dat moment wel wantrouwig ten opzichte van Stockton en de Amerikaanse marine.

## USS Monitor
Kort na het uitbreken van de Amerikaanse Burgeroorlog in 1861, begon de Confederatie met de bouw van de ironclad CSS Virginia. Bijna gelijktijdig, had het Amerikaanse Congres in augustus 1861 aanbevolen gepantserde schepen te bouwen voor de Amerikaanse marine. Ericsson had nog een afkeer van de marine, maar hij werd overtuigd door Lincolns minister van de Marine Gideon Welles en Cornelius Scranton Bushnell om een gepantserd schip te bouwen. Ericsson presenteerde tekeningen van de USS Monitor, een nieuw ontwerp pantserschip met een roterende geschuttoren voorzien van een paar grote kanonnen. Ondanks controverse over het unieke ontwerp kreeg Ericsson de vrije hand en de bouw duurde slechts ongeveer 100 dagen. In de slag bij Hampton Roads, op 9 maart 1862, versloeg de Monitor de Virginia en Ericsson kwam terug in de gratie van het grote publiek.
Ericsson overleed op 8 maart 1889.

## Naslagwerken
- (en)  William Conant Church: The Life Of John Ericsson. Deel I 1e editie 1890. Uitgever: Charles Scribner's sons 1906
- (en)  The Life of John Ericsson. Deel II